# Kidugua spiralis
Kidugua spiralis är en spindelart som beskrevs av Pekka T. Lehtinen 1967. Kidugua spiralis ingår i släktet Kidugua och familjen trattspindlar.
Artens utbredningsområde är Kongo. Inga underarter finns listade i Catalogue of Life.